# Beta Lyrae
Beta Lyrae (β Lyr / β Lyrae) è una stella binaria distante circa 958 anni luce, nella costellazione della Lira. È anche chiamata Sheliak, che significa arpa in arabo, ed è il prototipo delle variabili Beta Lyrae, sistemi binari stretti dove le componenti si eclissano l'un l'altra in un periodo solitamente di pochi giorni.
Nella designazione di Bayer la stella era già presente nel 1603 nella pubblicazione dell'astronomo tedesco, mentre fu catalogata 10 Lyrae da John Flamsteed nel suo catalogo del 1712. La sua variabilità fu scoperta dall'astronomo amatore britannico John Goodricke, nel 1784, mentre la prima analisi spettroscopica di Beta Lyrae fu invece compiuta nel 1933 dall'astronoma Antonia Maury.

## Osservazione

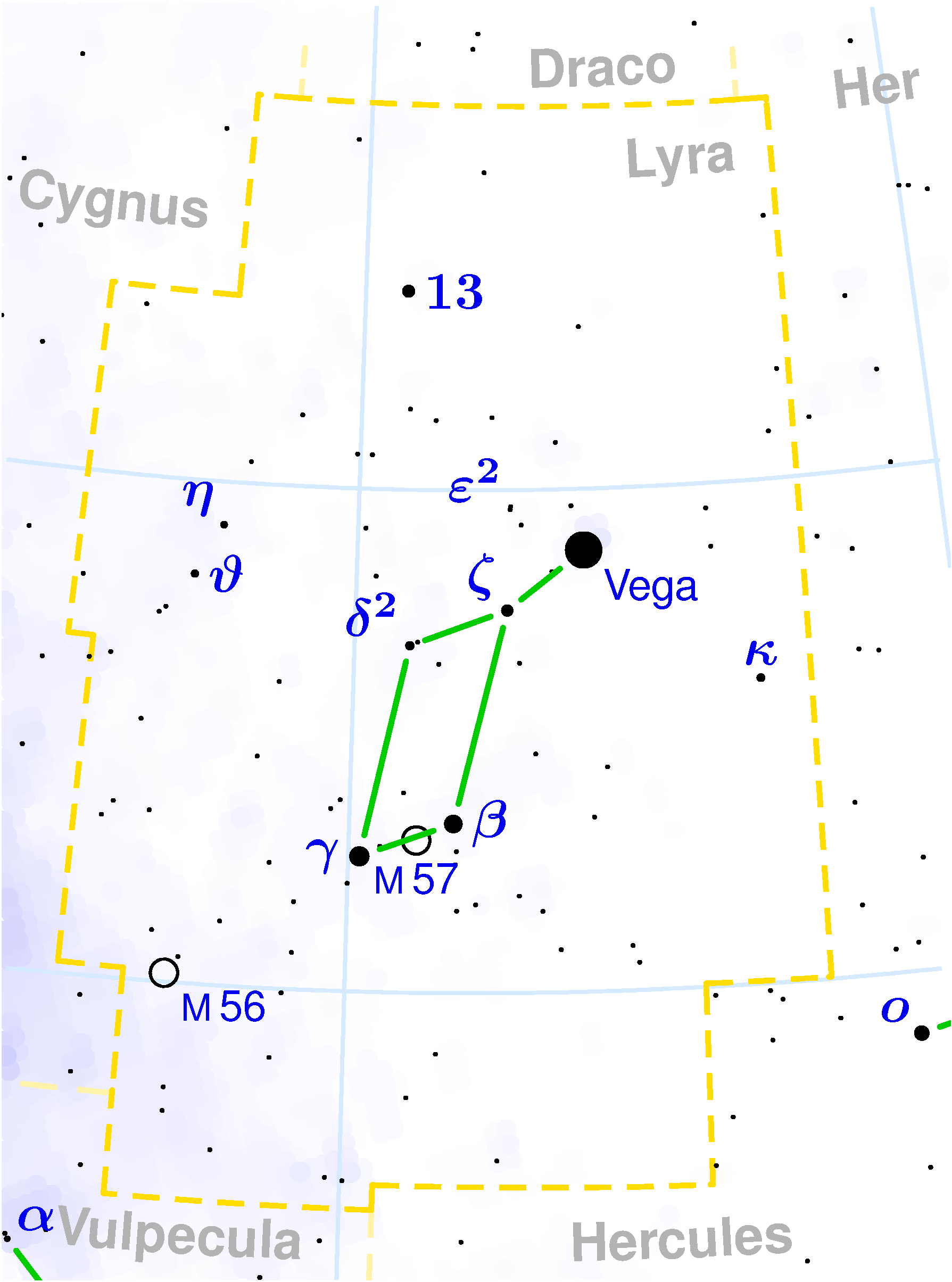
β indica la posizione di Sheliak nella costellazione della Lira.

Come le altre componenti della costellazione della Lira, la stella fa parte del cielo boreale, di conseguenza è maggiormente visibile dall'emisfero boreale della Terra, dove nelle serate estive alle medie latitudine raggiunge lo zenit, ed è visibile già in marzo ad est prima del sorgere del Sole, e resta visibile fino ad autunno inoltrato, quando è visibile a ovest dopo il tramonto.
Dall'emisfero australe appare bassa sull'orizzonte nord dalle medie latitudini australi, e nonostante sia possibile vederla anche dalle estreme regioni meridionali del Sud America, la visione è piuttosto difficoltosa ed è ristretta ad un breve periodo dell'anno, nei mesi di luglio ed agosto.
Trovarla è piuttosto semplice; dopo aver individuato il rombo formato da 4 stelle di terza magnitudine nei pressi della brillante Vega, ed individuato Gamma Lyrae, seconda stella più luminosa della Lira e la più meridionale del rombo, ad un grado o poco più ad ovest si trova Beta Lyrae.

## Caratteristiche del sistema

Animazione che mostra la rotazione delle due stelle, le eclissi reciproche e l'andamento della curva di luce.

Il sistema è una variabile a eclisse: il piano orbitale delle due stelle è visto di taglio, e le due stelle si nascondono a vicenda regolarmente. Di conseguenza, Beta Lyrae cambia la propria magnitudine apparente da +3,4 a +4,6 in 12,9075 giorni, che è il periodo orbitale con cui ruotano attorno al comune centro di massa.
Le due stelle che compongono Beta Lyrae sono abbastanza vicine tra loro, sicché la materia dalla fotosfera di ciascuna è attirata verso l'altra. Si tratta quindi di una binaria a contatto, dove le superfici delle due stelle si toccano, anche se non sono così vicine come le variabili W Ursae Majoris. Questo causa anche un trasferimento di massa dalla principale, più fredda e meno densa, alla secondaria, stimato in 4,5 masse terrestri all'anno, un valore piuttosto elevato. La principale era in realtà la più massiccia delle 2 componenti, di conseguenza si è evoluta più velocemente della compagna in una gigante; i suoi strati esterni sono usciti dal proprio lobo di Roche ed è iniziato un trasferimento di massa verso la compagna, che col tempo, è divenuta la stella di maggior massa del sistema.
Fino al 2008 la stella non è stata risolvibile con telescopi ottici, e di conseguenza era considerata solo come binaria spettroscopica, fino a quando, in quell'anno, le componenti furono risolte per mezzo dell'interferometro CHARO, che ha mostrato anche la deformazione delle componenti e il disco di accrescimento della secondaria, ora stella più massiccia del sistema.
Nei pressi è visibile una terza stella, ad una distanza angolare di 45,7", che è di tipo spettrale B7V con una magnitudine apparente di +7,2, facilmente visibile con un binocolo, ma non è legata gravitazionalmente ad essa, così come pure un'altra stella che appare vicina solo per la prospettiva con cui è vista dalla Terra. Nel 2006 è invece stata scoperta una più vicina compagna, a 0,54", che potrebbe essere effettivamente legata alla coppia principale; se lo fosse e considerata la differenza di magnitudine sarebbe una stella di classe B2-B5, e renderebbe il sistema di Beta Lyrae un sistema triplo.